# アラスカ州議会
アラスカ州議会（アラスカしゅうぎかい、英語: Alaska State Legislature）は、アメリカ合衆国アラスカ州の立法府。議会はジュノーのアラスカ州会議事堂で開かれる。
州議会は、定数40名のアラスカ州議会代議院（下院）と定数20名のアラスカ州議会元老院（上院）から成る両院制である。総議員数60名のアラスカ州議会は、両院制の州議会としては全米で最も規模が小さく、アメリカ全州の議会でも2番目に小さい。
いずれの議会にも任期制限はない。2023年以降の現在の議会は第33議会である。前回の第32議会は2021年から2023年まで開催された。

## 組織

### ボランティア的な議員
会期が長い他の州議会とは異なり、アラスカ州議会の会期は比較的短いため、多くの議員は、特に漁業や観光業など、州の多くの季節産業において、外部での雇用を維持することができる。この点で、アラスカ州議会は、20世紀半ばまでほとんどの州議会が特徴としていたボランティア的な性格を残している。このため、議員の外部雇用に内在する利益相反の可能性に関して、論争が繰り返されてきた。

### 任期と議員要件

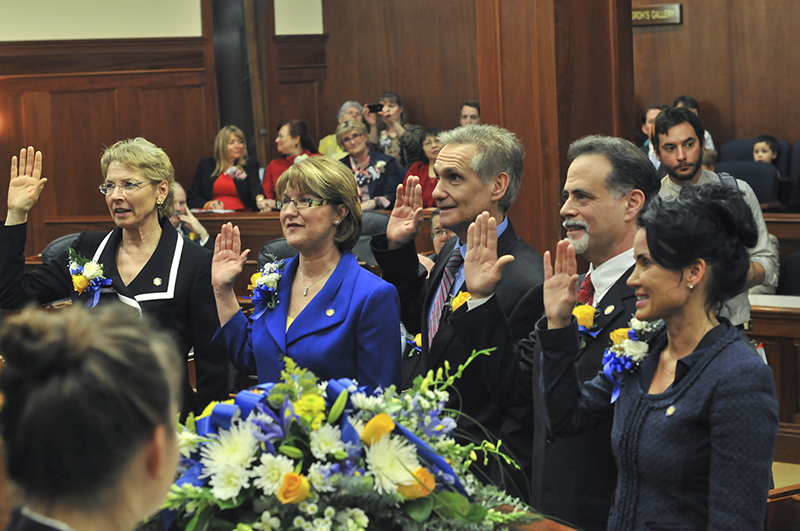
第28期アラスカ州議会の宣誓式

議員に立候補する者は、アラスカ州に3年以上居住し、選挙権を持ち、立候補する直前の 1 年間は選出された地区に居住している必要がある。上院議員は就任宣誓時に25歳以上、下院議員は21歳以上である必要がある。
上下両院は、その院の議員の3 分の2の同意を得て議員を除名することができる。
アラスカ州憲法は、議員の任期開始日を定める権限を議会に与えている。議会の任期は、大統領選挙の年の翌年1月の第2月曜日と、州知事選挙の翌年1月の第3火曜日に始まる。下院議員の任期は2年、上院議員の任期は4年である。上院議員の2分の1は2年ごとに改選される。

### 会期
年次会期は1月に始まり、法令により90暦日に制限されている。臨時会期は30暦日で、上下両院の3分の2の合意によって召集される。
2006年の投票で、住民発案が可決され、会期の法定期間が121日から90日に短縮された。2008年の会期は初の90日間会期となった。会期は予定通り閉会したが、会期短縮に反対する人々は、会期短縮により、立法が急がれ、市民の意見を十分に反映できないと主張した。

## 立法過程

### 法案の提出
議員は、下院の書記官または上院の書記官に法案を提出する。知事から提出された法案は、いずれかの議会の規則委員会を通じて提出される。下院書記官または上院書記官は、各法案に番号を付ける。会期中、法案は提出され、まず番号、提出者、題名を読み上げる。その後、法案は単独の委員会または複数の委員会に付託される。
両院には下記の委員会がある。
- 財務委員会

- 保健・教育・社会福祉委員会
- 司法委員会
- 労働・商業委員会
- 地域社会・地域問題委員会
- 資源委員会
- 規則委員会
- 州問題委員会
- 交通委員会これらの委員会に加えて、委員長が設置する小委員会でも審議が行われる[12]。

### 委員会
委員長は法案を審理するか否かを選択でき、委員会は法案を原案で承認するか、委員会を通じて修正を加えるかを投票できる。法案または代替案が承認されると、法案は次の委員会または規則委員会に付託され、規則委員会は法案をさらに修正したり、本会議場の日次予定表に掲載したりすることができる。

### 議場での審議
規則委員会が議場に法案を提出することを決定すると、その法案は第2読会（Second Reading）としてカレンダーに掲載される。法案は、常任委員会の報告とともに、番号、提出者、題名で再度読み上げられる。議場では、委員会提出議案を採択する動議が提出される。修正案の場合も提出され、採決される。第3読会では、法案の採決動議が提出される。

### 第二院へ送付
下院または上院で法案が最終的に可決された後、法案反対側の院に送られ、同じように法案提出、委員会付託、第三読会が行われる。

### 制定
第二院で法案が修正されない場合、その院は、法案を登録し、第三読会で知事に送ることができる。法案が修正された場合、第二院の修正案を受諾するか否かを投票しなければならない。受諾の場合、第4読会が行われ、法案の登録を通じて知事に送付される。修正案が否決された場合、法案は協議会に送られ、上院と下院の議員が最終版を練り上げ、両院の第4読会に送られる。
知事は法案に署名するか拒否権を発動するかを選択できる。拒否権の場合、3分の2以上の賛成で無効とすることができる。署名されるか、拒否権が覆されて承認されれば、法案は法律となる。多くの州とは異なり、知事には握りつぶし拒否権（間接的拒否権）はない。

## 多数派議員会議
米国の他の多くの州議会と異なり、アラスカ州議会の両院は、二大政党 (共和党と民主党) の議員を含む多数派議員会議を長年の伝統としている。多数派議員会議に参加する民主党員は、彼らの出身地であるアラスカのブッシュ郡にちなんで、俗に「ブッシュ民主党員」と呼ばれている。多数派議員会議に参加する少数派党員は、委員会の割り当てや議員会議の目的上、多数派議員として扱われる。